# U.S. Men's Clay Court Championships 2010
U.S. Men's Clay Court Championships 2010 — тенісний турнір, що проходив на ґрунтових кортах у місті Х'юстон, США з 5 квітня . Належав до категорії ATP World Tour 250.

## Фінальна частина

### Одиночний розряд
Хуан Ігнасіо Чела —  Сем Кверрі 5–7, 6–4, 6–3

### Парний розряд
Боб Браян /  Майк Браян —  Стівен Гасс /  Веслі Муді 6–3, 7–5